# Officielle danske undskyldninger
Officielle danske undskyldninger er udtalelser givet af den danske regering, hvor den tager ansvar for og undskylder en kritisabel handling eller politik, der som regel ligger tilbage i tiden. I Danmark er der givet fire sådanne undskyldninger.

## 1999: Undskyld for tvangsflytningen af Thule-boerne
I 1953 blev de oprindelige beboere i Qaanaaq (Thule) fordrevet som led i oprettelsen af Thule Air Base. Foreningen Hingitaq 53 (dansk 'De fordrevne i 1953') anlagde 1996 Thulesagen, hvor de udover økonomisk erstatning krævede en oprejsning og retten til de fangstområder, som var blevet frataget dem i årene 1951-1953. I 1999 afsagde Østre Landsret dom, der udløste en kollektiv erstatning på 500.000 kr. og individuelle erstatninger på i alt 1.265.000 kr. Efter dommen gav daværende statsminister Poul Nyrup Rasmussen (S) Thules befolkning, inughuit, en skriftlig undskyldning på grønlandsk og dansk.
| Citat | I rigsfælleskabets ånd og med respekt for Grønland og Thules befolkning vil regeringen på den danske stats vegne overbringe en undskyldning - utoqqatserpugut - til Inughuit, Thules befolkning og til hele Grønland for den måde, hvorpå beslutningen om flytningen blev truffet og gennemført | Citat |
| Statsminister Poul Nyrup Rasmussen og landsstyreformand Jonathan Motzfeldt, skriftlig erklæring 2. september 1999 | |       |

## 2005: Undskyld til de afviste tyske flygtninge under 2. verdenskrig
Under Anden Verdenskrig medvirkede danske myndigheder aktivt til at udlevere jødiske flygtninge og andre uskyldige mennesker til Nazityskland. I en tale 4. maj 2005 i Mindelunden i Ryvangen i anledning af 60-året for befrielsen påpegede den daværende statsminister Anders Fogh Rasmussen (V) at flygtningene var blevet udleveret til lidelse og død i tyske koncentrationslejre og kaldte udleveringerne for »skamfulde«.
| Citat                                                                | ...uskyldige mennesker blev med danske myndigheders aktive medvirken overladt til en uvis skæbne i det nazistiske regimes hænder. Der er tale om skamfulde begivenheder. En plet på Danmarks i øvrigt gode omdømme i denne sammenhæng. Erindringen om besættelsestidens skyggesider hører desværre også med til markeringen af 60-året for Befrielsen. Jeg vil derfor gerne - ved netop denne lejlighed og på dette sted – på regeringens og dermed den danske stats vegne beklage og undskylde disse handlinger. | Citat |
| Statsminister Anders Fogh Rasmussen, tale i Mindelunden 4. maj 2005. | |       |

## 2019: Undskyld til Godhavnsdrengene og andre børnehjemsbørn
I 2009 bevilgede Socialministeriet midler til en uvildig undersøgelse af overgreb mod børn under deres opvækst på en række danske børnehjem, der var affødt af tidligere børnehjemsbørns anklager om overgreb på 19 danske børnehjem i perioden
1945-1976, herunder drengehjemmet Godhavn, der var blevet oprettet i 1893 i Tisvildeleje som en selvejende institution for anbragte forældreløse og utilpassede unge. Resultatet var Godhavnsrapporten (2010), der slog fast at børnene var blevet udsat for systematiske overgreb samt medicinske forsøg.
Daværende socialminister Karen Ellemann (V) og børne- og socialminister Mai Mercado (K) afviste i hhv. 2016 og 2017 at give en undskyldning til mændene, der havde boet på børnehjemmet Godhavn. Efter at Mette Frederiksen (S) var blevet statsminister i 2019, gav hun en undskyldning fra det officielle Danmark, der ikke kun rettet mod de drenge, der var anbragt på Godhavnshjemmet, men også andre børn, der var anbragt på børnehjem underlagt statsligt tilsyn i perioden 1946-1976, børn og unge, der med Frederiksens ord var blevet udsat for "alvorlige svigt og overgreb".
| Citat                                                  | Kære alle sammen. I har ventet længe. Nu skal I ikke vente mere. På vegne af vores fortid, vores nutid og vores fælles fremtid–vil jeg se jer i øjnene, hver og en, og sige jer undskyld for den uret, der er gjort mod jer og jeres kære. For dem, der er her. For dem, der var. Og for dem, der følger efter. På vegne af hele Danmark - undskyld. | Citat |
| Statsminister Mette Frederiksen, tale 13. august 2016. | |       |

## 2020: Undskyldning til 22 grønlandske børn, som blev sendt til Danmark i 1951
I 1951 blev 22 grønlandske børn midlertidigt sendt til Danmark som led i et socialt forsøg. Hensigten var at gøre dem ’danske’, så børnene, som med tiden mistede deres sprog, deres kulturelle identitet og tilknytningen til deres familier, når de vendte tilbage til Grønland kunne danne fortrop for udviklingen i Grønland. I december 2020 og igen i marts 2022 i forbindelse med at børnene fik tildelt erstatning gav statsminister Mette Frederiksen en officiel undskyldning for de svigt, børnene var blevet udsat for.
| Citat                                                                          | Jeg ved godt, at et enkelt brev — og et enkelt ord — ikke kan opveje et helt livs afsavn. Og det er selvsagt dig, der afgør, om undskyldningen kan bruges i dit videre liv. Med de varmeste tanker og den dybeste respekt for alt det, du har kæmpet med, giver jeg dig et uforbeholdent: Undskyld! | Citat |
| Statsminister Mette Frederiksen i brev til grønlandske børn, 8. december 2020. | |       |

## 2023: Undskyldning til tidligere anbragte i særforsorgen
I perioden 1933 til 1980 skere der alvorlige overgreb på unge og voksne i Særforsorgens varetægt.
11. september 2023 gav social- og boligminister Pernille Rosenkrantz-Theil (S), en undskyldning ved et arrangement i Horsens
| Citat                                                                          | Hvad der overgik jer, er langt fra det Danmark, vi tror på. Hvad der overgik jer, vil vi aldrig glemme. Hvad der overgik jer skal aldrig gentage sig. På vegne af den danske stat, på vegne den danske regering – undskyld! | Citat |
| Social- og boligminister Pernille Rosenkrantz-Theil i tale, 11. september 2023 | |       |